# Leonid Leonidovič Obolenskij
Leonid Leonidovič Obolenskij (Arzamas, 21 gennaio 1902 – Miass, 19 novembre 1991) è stato un regista cinematografico russo.

## Filmografia (parziale)

### Regista
- Torgovcy slavoj (1929)[1]
- Očerednoj rejs (1958)
- Kraža zrenija (1934)